# Лорел (округ, Кентуккі)
Шаблон:StateAbbr_ 37°06′38″ пн. ш. 84°07′04″ зх. д. / 37.11067° пн. ш. 84.1178° зх. д.
Округ  Лорел (англ. Laurel County) — округ (графство) у штаті  Кентуккі, США. Ідентифікатор округу 21125.

## Історія
Округ утворений 1825 року.

## Демографія
За даними перепису 
2000 року 
загальне населення округу становило 52715 осіб, зокрема міського населення було 17030, а сільського — 35685.
Серед мешканців округу чоловіків було 25765, а жінок — 26950. В окрузі було 20353 домогосподарства, 15364 родин, які мешкали в 22317 будинках.
Середній розмір родини становив 2,97.
Віковий розподіл населення поданий у таблиці:
| Стать    | До 15 років | 15-21 | 22-29 | 30-39 | 40-49 | 50-65 | 65-85 | Понад 85 |
| -------- | ----------- | ----- | ----- | ----- | ----- | ----- | ----- | -------- |
| Чоловіки | 5684        | 2567  | 2936  | 3881  | 3893  | 4242  | 2393  | 169      |
| Жінки    | 5445        | 2462  | 2925  | 4172  | 4116  | 4350  | 3030  | 450      |

## Суміжні округи
- Джексон — північний схід
- Клей — схід
- Нокс — південний схід
- Вітлі — південь
- Маккрірі — південний захід
- Пуласкі — захід
- Роккасл — північний захід

## Виноски
1. ↑  U.S. Decennial Census. United States Census Bureau. Архів оригіналу за 12 травня 2015. Процитовано 17 серпня 2014.
2. ↑  Historical Census Browser. University of Virginia Library. Архів оригіналу за 11 серпня 2012. Процитовано 17 серпня 2014.
3. ↑  Population of Counties by Decennial Census: 1900 to 1990. United States Census Bureau. Архів оригіналу за 13 жовтня 2014. Процитовано 17 серпня 2014.
4. ↑  Census 2000 PHC-T-4. Ranking Tables for Counties: 1990 and 2000 (PDF). United States Census Bureau. Архів оригіналу (PDF) за 18 грудня 2014. Процитовано 17 серпня 2014.
5. ↑  State & County QuickFacts. United States Census Bureau. Архів оригіналу за 7 червня 2011. Процитовано 6 березня 2014.(англ.) Наведено за англійською вікіпедією.
6. ↑  American FactFinder. Бюро перепису населення США. Архів оригіналу за 26 лютого 2012. Процитовано 31 січня 2008.

| США | Це незавершена стаття з географії США. Ви можете допомогти проєкту, виправивши або дописавши її. |